# Uekermann an der Bega
Uekermann an der Bega ist ein zum Ortsteil Grastrup-Hölsen gehörender Gutshof und Weiler der lippischen Stadt Bad Salzuflen im Nordosten Nordrhein-Westfalens.

## Geographie

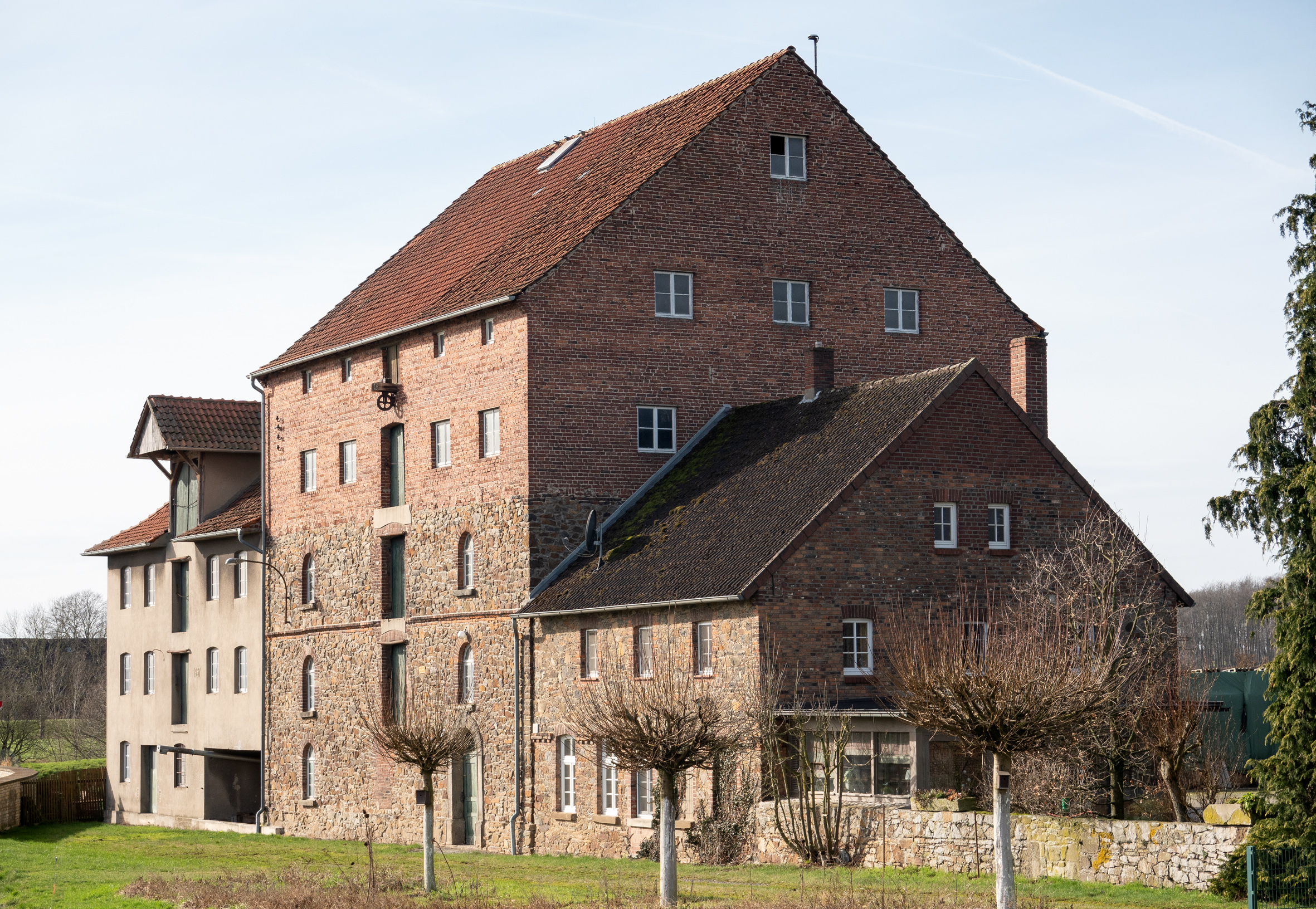
Uekermanns Mühle an der Bega

### Lage
Der Weiler liegt etwa fünfeinhalb Kilometer südöstlich der Salzufler Stadtmitte, rund zwei Kilometer südlich von Grastrup und  etwa 600 Meter nördlich von Hölsen.

### Gewässer
Durch den Weiler fließt die Bega, die hier seit 1847 eine Mühle angetrieben hat.

## Geschichte
Der Meierhof Uekermann ist einer der ältesten lippischen Höfe. Bereits 1036 zählte er zum Amt Heerse, das bis 1618 zum Tafelgut des Paderborner Bischof Meinwerk gehörte, dann ging es in den Besitz der Grafschaft Lippe über.
Der Hof Uekermann war ein ganzer Vollmeierhof und gehörte damit zur ersten Klasse der Höfe im Amte. Die Besitzer standen als Erbpächter zu ihren Obereignern, das heißt, sie mussten für die Nutzung des Hofs jährlich Naturalabgaben entrichten. Später wurden diese durch Kapitalleistungen abgelöst. So mussten zum Beispiel Mitte des 16. Jahrhunderts 1 Taler und 18 Groschen jährliche Steuer entrichtet werden.
Seit dem 14. Jahrhundert war der Hof unter anderem in Obereigner-Besitz der Familie von Wend. Die Familie Uekermann wurde zum ersten Mal um 1483 mit Bernd Uekermann als Besitzer genannt. Im Laufe der Jahrhunderte hat sich die Familie in ununterbrochener Reihenfolge in der Stammlinie auf dem Hof erhalten.

### Familie Uekermann
- Bernd Uekermann – um 1483
- Bartold Uekermann – 1550 bis 1580
- Hans Uekermann – 1581 bis 1612 († um 1612)
- Hans Uekermann – 1618 bis 1641 († im Sommer 1641)
- Adolf Jürgen (Georg) – 1668 bis 1683
- Simon Henrich – Interimswirt von 1684 bis 1717 († 10. September 1720)
- Jobst Wilhelm Uekermann – 1717 bis 1740 († 8. Februar 1752)
- Hans Bartold Uekermann – 1740 bis 1760 (* 20. März 1718; † 24. Dezember 1760)
⚭ am 12. August 1740 mit Anna Marie Brinkmeier (* um 1717; † 9. Mai 1771) aus Werl

1744 hat das Paar ein Haus bauen lassen. Die Torbogeninschrift lautete: ANNO 1744 DEN 31 IULIUS HAT HANS BARTOLDT UCKERMAN UND ANNA MARIA BRINMEIERS VON WERL DIE HABEN DIS HAUS LASSEN BAUEN. WER GOT VERTRAUET DER HAT WOLGEBAUET IN HIMMEL UND AUF ERDEN.  M(eister) IOHAN KORDT SCHNASSE AUS HEIDEN
- Hans Bartold Uekermann – 1768 bis 1788 (20. Februar 1739; † 21. März 1788)
- Hermann Adolf Christoph Uekermann – Interimswirt von 1788 bis 1803 († 25. März 1816)
- Friderich Bartold Uekermann – 1803 bis 1842 (* um 1775; † 5. November 1863)
- Friedrich Ulrich Uekermann – 1842 bis 1871 († 8. September 1871 durch Blitzschlag); Landmesser, später Landwirt, Mitglied des landwirtschaftlichen Zweigvereins für Brake, Lemgo, Schötmar, Uflen und Lage[2]
⚭ am 14. Juni 1842 mit Hanne Friederike Julie Asemissen († 23. Mai 1871) aus Asemissen; Kinder:
  01. Mathilde Lisette Juliane (* 25. Oktober 1842; † 17. Oktober 1895 in Herford)
  02. Friedrich Gustav (* 10. März 1844) → Anerbe
  03. Johanne Marie (* 7. Februar 1846)
  04. Elise Alwine Charlotte (9. Januar 1848) ⚭ mit Hermann  Hackmann
  05. Georg Ulrich Eduard (* 2. November 1850; † 2. Januar 1908), Brauer und Gründer der Herforder Brauerei[3]

- Friedrich Gustav Uekermann – 1871 bis 1907
- Ulrich Friedrich August Uekermann

## Verkehr
Ueckermann an der Bega liegt an der Landesstraße 967 (hier: Sylbacher Straße) zwischen Oerlinghausen und Brüntorf, die etwas nördlich von der Kreisstraße 25 (hier: Liemer Straße) gekreuzt wird.

### Öffentlicher Nahverkehr
Die nächsten OWL-Verkehr-Haltestellen befinden sich in Sylbach und in Retzen.